# Adam Franjo Burić
Adam Franjo Burić (njem.: Adam Franz Freiherr Burich von Pournay) (Banska krajina, 1732. – Varaždin, 27. veljače 1803.), hrvatski barun i potpukovnik (Oberstleutnant) Habsburške Monarhije.

## Životopis

### Vojna karijera
Barun Adam Franjo Burić je rođen u Banskoj krajini, 1732. godine. 1750. je stupio kao obični vojnik u "Drugu bansku krajišku pješačku pukovniju", te je sa svojom pukovnijom je sudjelovao u Sedmogodišnjem ratu.
Nakon izbijanja rata barun Burić je sa svojom pukovnijom sudjelovao u bitki kod Lobositza 1756., te 1757. godine u bitki kod Praga. Pojedini dijelovi njegove pukovnije su potom sudjelovali u bitki kod Welmina, u prepadu na Nollendorf i jurišu kod Gottleuba, te na kraju i u opsadi Schweidnitza. U pohodu 1758. godine "Druga banska krajiška pješačka pukovnija" se borila kod Dittersbacha, a sljedeće godine kod Meissena i Buchaua. Godine 1760. pukovnija baruna Burića se borila kod Strehlena i Torgaua, a sljedeće godine u Saskoj, gdje se istaknula prilikom povlačenja iz Plauena. Posljednje godine rata "Druga banska krajiška pješačka pukovnija" je bila djelomice stacionirana u Saskoj, a djelomice u Šleskoj i nije sudjelovala u većim akcijama.
Barun Burić se postupno uspinjao u hijerarhiji vojničkih i dočasničkih činova, pa je nakon dvadeset i dvije godine vojne službe 1772. godine dobio čin poručnika (Leutnanta). Početkom rata za bavarsko nasljeđe (1778. – 1779.) barun Burić je promaknut u čin satnika (Hauptmanna) u "Prvoj banskoj krajiškoj pješačkoj pukovniji" i sa svojom satnijom se pridružio armiji u Češkoj. Tamo se je iskazao odvažnošću i hrabrošću. Dobio je zapovijed da sa svojom satnijom brani klanac kod Grossaupa. Tijekom čitavog kolovoza 1778. barun Burić je s osobitom spretnošću uspješno branio klanac kod Grossaupa, a odbio je i najteži napad 3. rujna 1778. godine. Tada je sa svojom satnijom krajišnika junački odbio napad čitave neprijateljske bojne i natjerao je u bijeg. Zbog toga ga je car Josip II. odlikovao Viteški križ Reda Marije Terezije i uzdignuo na čast baruna. Odlikovanje mu je službeno dodijeljeno na 12. promociji 15. veljače 1779., a prije toga je barun Burić u znak priznanja promaknut u čin bojnika (Majora).
Godine 1779. grof Potoczky je ustrojio dragovoljački korpus, te je postavio baruna Burića zapovjednikom. S korpusom je 14. siječnja 1779. branio položaje između Rosenthala i Bischofskoppea (Biskupská kupa) kod Zuckmantela (današnje češko selo Zlaté Hory), te ih zadržao unatoč pruskim napadima. Kad je 1780. korpus raspušten, barun Burić je dodijeljen "Slunjskoj krajiškoj pješačkoj pukovniji". Kotar te pukovnije bio je dugo izložen napadima i uznemiravanju Turaka, pa je, kako bi se taj problem riješio na miran način, barun Burić 1782. bio izabran za mirovnog poslanika. U tom svojstvu je posjetio turskog zapovjednika Čijuš-agu u Rakovici. Pregovori su završeni uspješno, Turci su prestali s napadima, a barun Burić je bio pohvaljen.
Godine 1786. Burić se povukao u mirovinu s činom potpukovnika (Oberstleutnanta), nakon 36 godina vojne službe.

### Obitelj i smrt
Barun Burić je bio oženjen s Renatom von Schönthal, s kojom je imao sina Ivana Vilima, rođenog u Zagrebu 1794. godine. Sin baruna Burića je dogurao do čina podmaršala (Feldmarschalleutnanta), te mu je isto dodijeljen Viteški križ Reda Marije Terezije. Adama Franjo Burić je umro 27. veljače 1803. u Varaždinu, gdje je i pokopan.

### Činovi
- čin Leutnant (poručnik) dodijeljen 1772. godine.
- čin Hauptmann (satnik) dodijeljen 1778. godine.
- čin Major (bojnik) dodijeljen 1779. godine.
- čin Oberstleutnant (potpukovnik) dodijeljen 1786. godine.

### Odličja
- Viteški križ Reda Marije Terezije (Ritter des Militär Maria Theresien Ordens)[1]